# Leffrinckoucke
Leffrinckoucke (prononcé [ləfʁɛ̃kuk] ; Leffrinkhoeke en flamand occidental) est une commune française située dans le département du Nord, en région Hauts-de-France.

## Géographie
Leffrinckoucke est située sur le rivage de la mer du Nord, à l'est de Dunkerque à une quinzaine de kilomètres de la frontière avec la Belgique.

### Communes limitrophes

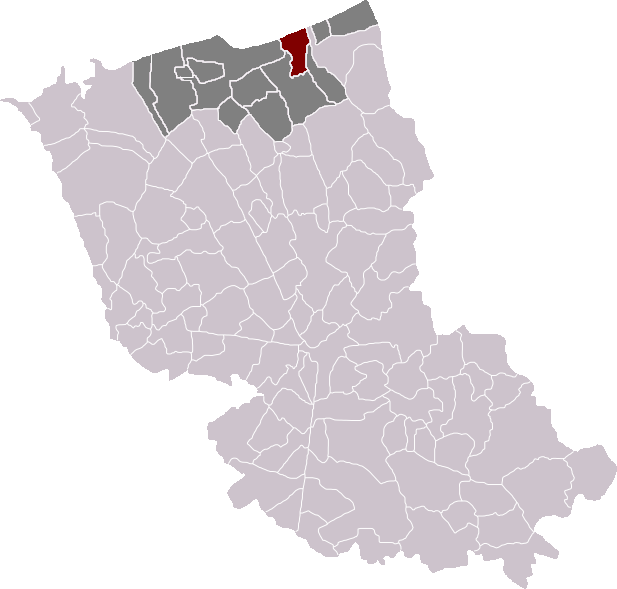
Situation du canton et de la commune dans l'arrondissement

| Dunkerque-Malo-les-Bains     | Mer du Nord    | Mer du Nord |
| Dunkerque–Rosendaël          | Leffrinckoucke | Ghyvelde    |
| Téteghem-Coudekerque-Village |                | Uxem        |

### Hydrographie

#### Réseau hydrographique
La commune est située dans le bassin Artois-Picardie. Elle est drainée par le canal Nieuport-Dunkerque, la Duneleet et un autre petit cours d'eau,.
Le canal Nieuport-Dunkerque est un canal, chenal et un cours d'eau naturel qui relie Furnes, en Belgique, à Dunkerque. 

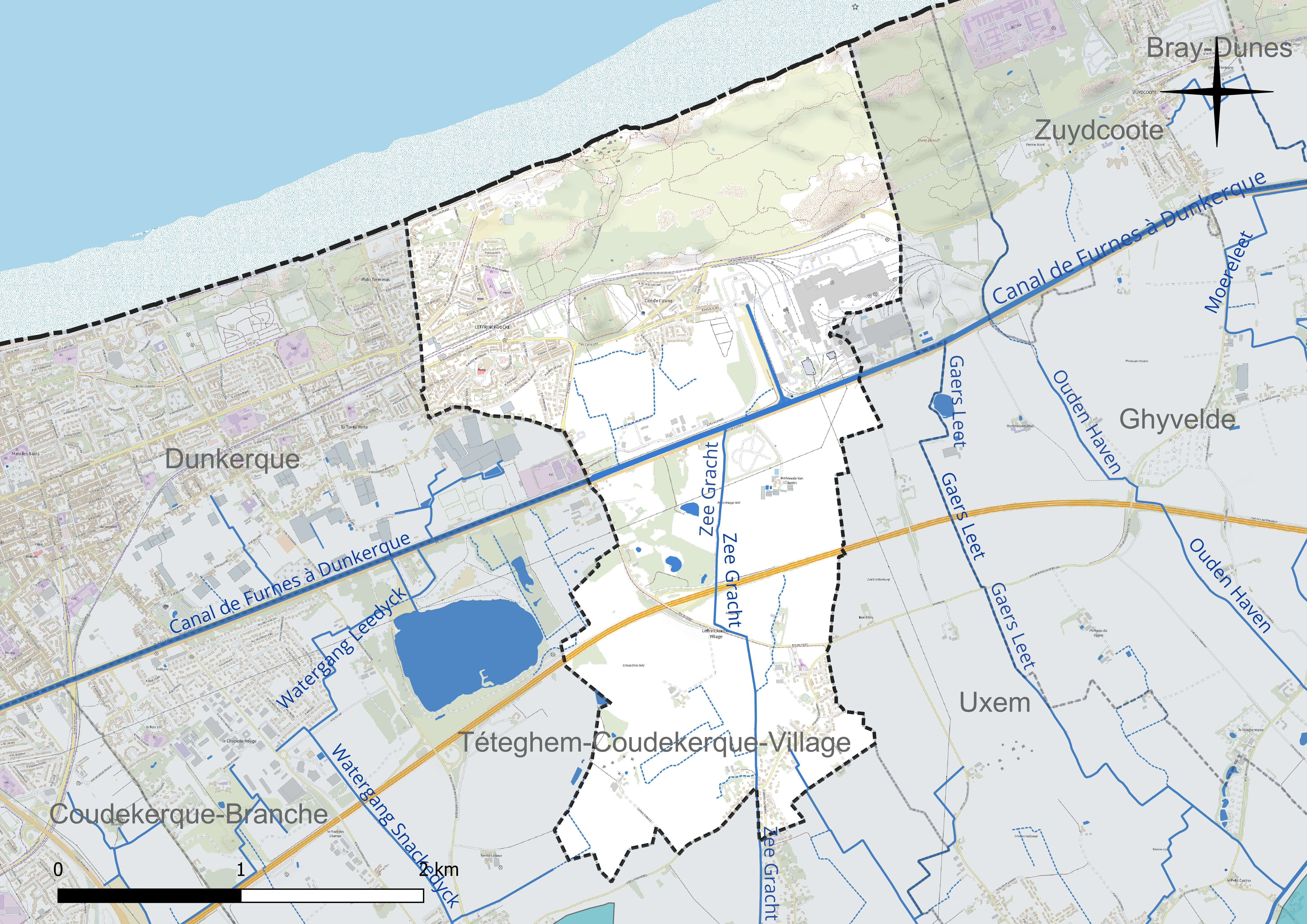
Réseau hydrographique de Leffrinckoucke.

#### Gestion et qualité des eaux
Le territoire communal est couvert par le schéma d'aménagement et de gestion des eaux (SAGE) « Delta de l'Aa ». Ce document de planification concerne un territoire de 1 208 km2 de superficie, délimité par le bassin versant de l'Aa. Le périmètre a été arrêté le 18 août 2000 et le SAGE proprement dit a été approuvé le 15 mars 2010. La structure porteuse de l'élaboration et de la mise en œuvre est l'Institution intercommunale des Wateringues. 
La qualité des cours d'eau peut être consultée sur un site dédié géré par les agences de l'eau et l'Agence française pour la biodiversité. 

### Climat
Pour des articles plus généraux, voir Climat des Hauts-de-France et Climat du Nord.
En 2010, le climat de la commune est de type climat océanique altéré, selon une étude du CNRS s'appuyant sur une série de données couvrant la période 1971-2000. En 2020, Météo-France publie une typologie des climats de la France métropolitaine dans laquelle la commune est exposée à un climat océanique et est dans la région climatique  Côtes de la Manche orientale, caractérisée par un faible ensoleillement (1 550 h/an) ; forte humidité de l'air (plus de 20 h/jour avec humidité relative > 80 % en hiver), vents forts fréquents. 
Pour la période 1971-2000, la température annuelle moyenne est de 10,7 °C, avec une amplitude thermique annuelle de 13,8 °C. Le cumul annuel moyen de précipitations est de 705 mm, avec 11,8 jours de précipitations en janvier et 7,9 jours en juillet. Pour la période 1991-2020, la température moyenne annuelle observée sur la station météorologique la plus proche, située sur la commune de Dunkerque à 5 km à vol d'oiseau, est de 11,7 °C et le cumul annuel moyen de précipitations est de 690,8 mm,. Pour l'avenir, les paramètres climatiques de la commune estimés pour 2050 selon différents scénarios d'émission de gaz à effet de serre sont consultables sur un site dédié publié par Météo-France en novembre 2022.
| Mois                                  | jan.             | fév.           | mars            | avril           | mai           | juin            | jui.          | août            | sep.            | oct.          | nov.            | déc.             | année     |
| ------------------------------------- | ---------------- | -------------- | --------------- | --------------- | ------------- | --------------- | ------------- | --------------- | --------------- | ------------- | --------------- | ---------------- | --------- |
| Température minimale moyenne (°C)     | 3,4              | 3,5            | 5,3             | 7,4             | 10,5          | 13,3            | 15,5          | 15,8            | 13,6            | 10,4          | 6,9             | 4,2              | 9,2       |
| Température moyenne (°C)              | 5,5              | 5,7            | 7,7             | 10,3            | 13,3          | 16,1            | 18,4          | 18,8            | 16,5            | 13            | 9               | 6,2              | 11,7      |
| Température maximale moyenne (°C)     | 7,6              | 8              | 10,2            | 13,1            | 16            | 18,9            | 21,2          | 21,7            | 19,3            | 15,6          | 11,1            | 8,3              | 14,3      |
| Record de froid (°C) date du record   | −13,4 17.01.1985 | −18 12.02.1929 | −7 02.03.1929   | −5,2 05.04.1911 | −1 04.05.1929 | 3 30.06.1892    | 6 04.07.1911  | 4 28.08.1927    | 3,4 27.09.1912  | −4 21.10.1908 | −7 10.11.1908   | −12,2 14.12.1899 | −18 1929  |
| Record de chaleur (°C) date du record | 16,4 01.01.22    | 19,1 24.02.21  | 24,8 24.03.1896 | 28,4 29.04.1955 | 34 31.05.1892 | 34,8 11.06.1900 | 41,3 25.07.19 | 36,2 19.08.1932 | 35,2 08.09.1898 | 28 01.10.1908 | 20,3 02.11.1899 | 16,6 23.12.1977  | 41,3 2019 |
| Précipitations (mm)                   | 53,9             | 45,4           | 41,9            | 36,7            | 45,5          | 54,5            | 58,5          | 64,2            | 64,9            | 73            | 79,5            | 72,8             | 690,8     |

### Paysages
Pour un article plus général, voir Paysage en France.
La commune s'inscrit dans les « paysages des dunes de la mer du Nord » tels qu’ils sont définis dans l’atlas de paysages de la région Nord-Pas-de-Calais, conçu par la direction régionale de l'Environnement, de l'Aménagement et du Logement (DREAL),. 
Ces paysages concernent 23 communes du Nord et du Pas-de-Calais avec trois pôles d’attraction que sont Calais à l'ouest et Dunkerque à l’est et, dans une moindre mesure, Gravelines au centre où se trouve le delta du fleuve côtier l’Aa. On y distingue trois parallèles : la frange côtière avec son cordon dunaire ; l'ancienne route nationale 1 et l'Autoroute A16.
Ces paysages sont composés d’un cordon dunaire de 60 km typique des paysages nordiques et que l’on retrouve aux Pays-Bas et en Belgique. Ce cordon littoral datant du VIIIe siècle s’est constitué durant la dernière transgression marine et joue un rôle de digue en protégeant la plaine maritime de l’invasion de la mer. Sa taille n’excède pas, en largeur, quelques centaines de mètres et, en hauteur, une dizaine de mètres.
Une particularité de ces paysages est la présence de moëre (marais en flamand), point le plus bas du territoire français, avec une altitude de - 4 m. Leur assèchement est entrepris dès 1619 par 23 moulins à vent qui vont pomper l’eau et l’acheminer vers la mer par des watringues. Ces polders, terres gagnées sur la mer,  ainsi constitués sont les plus anciens de l’Europe du Nord.
Les cultures ne représentent que 35 % de ces paysages des dunes de la mer du Nord.
Concernant l'activité humaine, à l’ouest de ces paysages se trouve : la région de Calais, avec le tunnel sous la Manche et l'activité portuaire de Calais tournée vers l’Angleterre ; à l’est, la zone urbaine de Dunkerque et ses installations portuaires et, au centre, la zone de Gravelines avec son port de plaisance et sa centrale nucléaire. 
Sur le plan de la biodiversité, on y observe de nombreux déplacements d’oiseaux marins, côtiers ou terrestres ainsi que des phoques veau-marin installés sur les bancs de sable.

## Urbanisme

### Typologie
Au 1er janvier 2024, Leffrinckoucke est catégorisée grand centre urbain, selon la nouvelle grille communale de densité à sept niveaux définie par l'Insee en 2022.
Elle appartient à l'unité urbaine de Dunkerque, une agglomération intra-départementale regroupant huit  communes, dont elle est une commune de la banlieue,,. Par ailleurs la commune fait partie de l'aire d'attraction de Dunkerque, dont elle est une commune du pôle principal,. Cette aire, qui regroupe 66 communes, est catégorisée dans les aires de 200 000 à moins de 700 000 habitants,.
La commune, bordée par la mer du Nord, est également une commune littorale au sens de la loi du 3 janvier 1986, dite loi littoral. Des dispositions spécifiques d'urbanisme s'y appliquent dès lors afin de préserver les espaces naturels, les sites, les paysages et l'équilibre écologique du littoral, tel le principe d'inconstructibilité, en dehors des espaces urbanisés, sur la bande littorale des 100 mètres, ou plus si le plan local d'urbanisme le prévoit.

### Occupation des sols
L'occupation des sols de la commune, telle qu'elle ressort de la base de données européenne d'occupation biophysique des sols Corine Land Cover (CLC), est marquée par l'importance des territoires agricoles (47,3 % en 2018), en diminution par rapport à 1990 (48,1 %). La répartition détaillée en 2018 est la suivante : 
terres arables (42,6 %), zones urbanisées (17,9 %), milieux à végétation arbustive et/ou herbacée (16,3 %), espaces ouverts, sans ou avec peu de végétation (10,4 %), zones industrielles ou commerciales et réseaux de communication (8,1 %), prairies (4,7 %). L'évolution de l'occupation des sols de la commune et de ses infrastructures peut être observée sur les différentes représentations cartographiques du territoire : la carte de Cassini (XVIIIe siècle), la carte d'état-major (1820-1866) et les cartes ou photos aériennes de l'IGN pour la période actuelle (1950 à aujourd'hui).

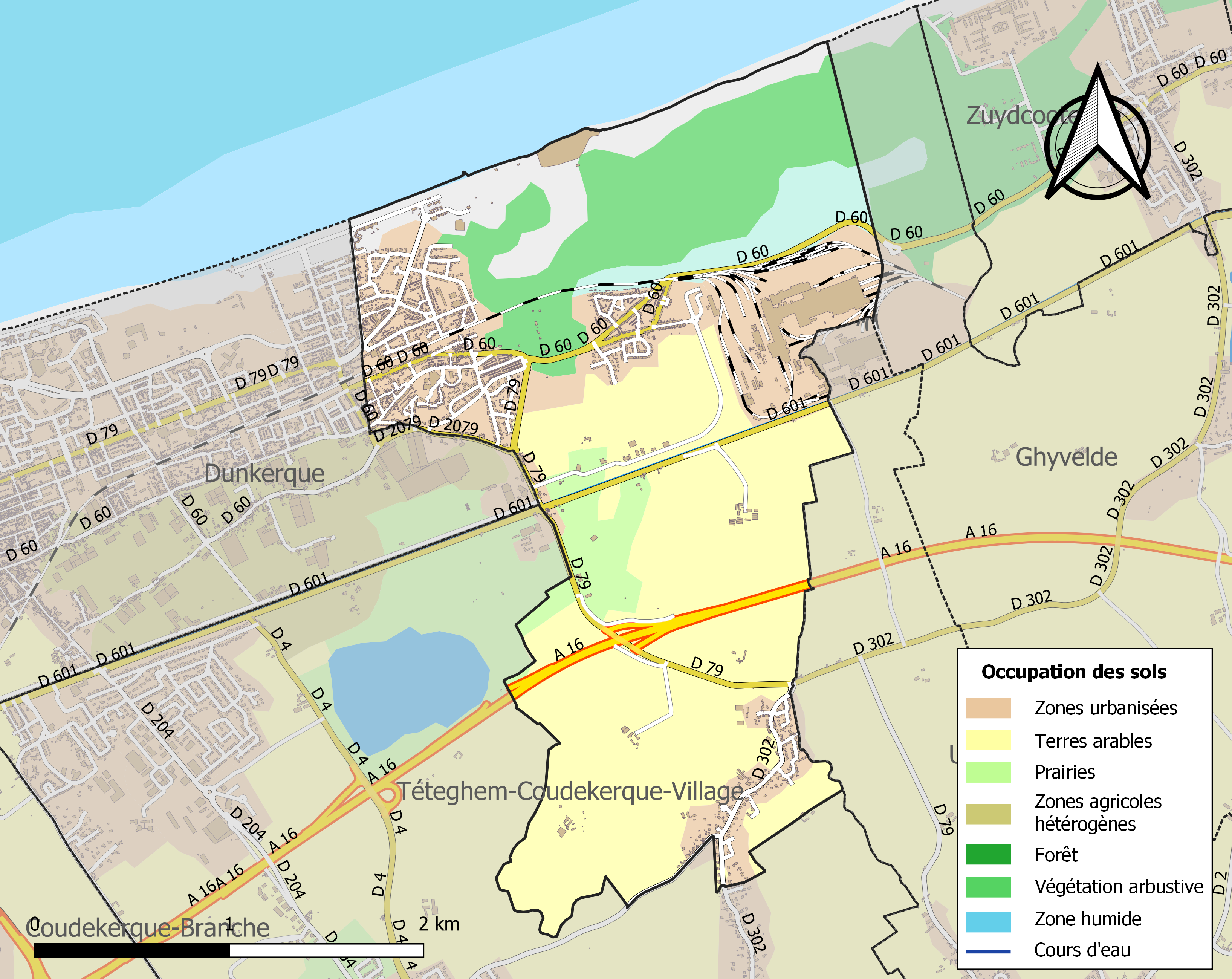
Carte des infrastructures et de l'occupation des sols de la commune en 2018 (CLC).

### Voies de communication et transports
Leffrinckoucke est desservie par les lignes C1, C2, C3, 20, 21 et 24 du réseau de transports en commun de la communauté urbaine de Dunkerque, DK'Bus. Le pôle d'échange Leffrinckoucke Fort des Dunes situé à proximité du fort éponyme rassemble la plupart de ces lignes.
La commune possédait dans le passé une gare reconvertie depuis la fin de l'exploitation du rail.

## Histoire

### Époque gallo-romaine
Durant les années 2000 à 2002, des poteries d'époque gallo-romaine ont été ramassées sur l'estran. Le rivage antique qui se situait en avant de son tracé actuel, à cause de la régression carolingienne, laisse supposer une strate archéologique présente sous la plage, et peut-être un gisement de l'âge du fer lié à l'exploitation ignigène du sel par les Gaulois ménapes qui occupaient alors tout le littoral.

### Moyen Âge
Avant 1789, Leffrinckoucke dépendait de la châtellenie de Bergues.
En 1176, Didier évêque des Morins (évêque de Thérouanne), avec l'approbation de l'archidiacre Walter (ou Gautier) et du curé de Tetingehem (Téteghem), détermine les avantages dont jouira dorénavant le desservant de la paroisse de Lefres (Leffrinckoucke), qui est érigée en paroisse distincte, et donc a priori séparée de celle de Téteghem.
On trouve le nom de Lefringhehoeck dans une charte de 1241, de Thomas II de Piémont, comte de Flandre.
Des recherches dans les archives, menées par A. Lesmaries en 1923, confirment la datation du site, mentionné dans un diplôme de 1265 émanant de Gui de Dampierre, comte de Flandre et marquis de Namur, accordant des privilèges :
« ...à ceulx qui demeurent ou venront manoir à Leffringhehouc sur la mer, au lieu qu'on appelle Le Herde Sainte Katherine... »
En 1309, Le Herde devenu Le Heyde (Les Dunes) perd sa référence à « Sainte Katherine » et se trouve relié au village de Leffrinckoucke par une route de terre. En 1318, Le Heyde devenu Le Hyde est doté d'un domaine propre ou « appartenances », fief concédé par le seigneur foncier de Dunkerque moyennant redevance annuelle (ammanie). Le rapport de dénombrement de 1458 est le dernier document faisant mention de Le Hidde et confirmant son rattachement à Dunkerque. Après sa disparition à la fin du XVIe siècle, il subsiste encore dans les textes une « Ammanie de Yde » jusqu'au XVIIIe siècle. Le nom du village côtier : Le Heyde/Le herde/Yde, fait référence à une crique (cf. Coxyde, Lombardsyde, etc.) située au débouché d'un cours d'eau dont le Zeegracht = fossé de la mer est un vestige (rectifié). Le lieu-dit Zuydcrabbenburg (au sud du Canal de Furnes) = château des crabes du sud atteste ironiquement d'anciennes invasions marines.
Leffrinckoucke appartient au comté de Flandre puis par le jeu des mariages et successions, devient possession des ducs de Bourgogne, puis des rois d'Espagne.
Du point de vue religieux, elle relève du diocèse de Thérouanne puis du diocèse d'Ypres, doyenné de Dunkerque.

### Bataille des Dunes
Le 23 juin 1658, Turenne met le siège devant Dunkerque. Le 25 juin dans les dunes de Leffrinckoucke, eut lieu une action décisive, qu'on appellera bataille des Dunes. L'armée franco-anglaise repousse alors l'armée des Pays-Bas espagnols ; par suite d'un accord entre Louis XIV et ses alliés, Dunkerque devient provisoirement anglaise. La possession anglaise recouvre non seulement la ville de Dunkerque mais aussi des territoires dont certains jusque là relevaient de la châtellenie de Bergues : Mardyck, Grande Synthe, Petite Synthe, une partie d'Armbouts-Cappel, Cappelle-la-Grande, une partie de Coudekerque, Téteghem, Uxem, Ghyvelde, Leffrinckoucke, Zuydcoote. En 1662, Louis XIV rachète ce territoire aux Anglais. Leffrinckoucke est définitivement française

### XVIIIesiècle
Au XVIIIe siècle, on construit à Leffrinckoucke une écluse sur le canal de Furnes (Canal Nieuport-Dunkerque). Le commandant de la Flandre maritime Anne Louis Alexandre de Montmorency, prince de Robecq, grand d'Espagne de 1ère classe, lieutenant général des armées du Roi fait implanter sur le territoire de la commune un poste de garde, sur le canal de Furnes, dans l'objectif d'éviter les désertions. Des militaires restent donc à demeure sur la commune.

### Révolution française
Pendant la Révolution française, le curé qui dessert la paroisse de Leffrinckoucke refuse de prêter le serment voulu par la constitution civile du clergé. Mais il refuse également de quitter son église comme doit le faire en principe tout membre du clergé réfractaire. Il faut l'expulser de force.
En août-septembre 1793 , Leffrinckoucke se retrouva en première ligne lors du siège de Dunkerque par les ennemis coalisés contre la France, siège qui prit fin avec la victoire française lors de la Bataille d'Hondschoote.

### Depuis la Révolution française
En 1802-1803, il existe sur la commune un bac appelé Bac du Chapeau Rouge utilisé pour franchir le canal de Furnes et faire communiquer les deux rives.
En 1911, est construite à Leffrinckoucke une aciérie, l'usine des Dunes, qui compte parmi les plus modernes de son époque par les Aciéries et forges de Firminy.
À la fin du XIXe - début XXe siècle, une voie de chemin de fer assure la liaison entre Dunkerque et Bray-Dunes, vers la frontière belge et La Panne puis Furnes. Elle passe par les gares de Rosendaël, Leffrinckoucke, Sanatorium-maritime-de-Zuydcoote (halte), Zuydcoote.

#### Première Guerre mondiale
Pendant la Première Guerre mondiale, en 1915-1916, Leffrinckoucke fait partie du commandement d'étapes d'Honschoote, c'est-à-dire d'un élément de l'armée organisant le stationnement de troupes, comprenant souvent des chevaux, pendant un temps plus ou moins long, sur les communes dépendant du commandement, en arrière du front.
Le 10 juillet 1916, un avion allemand a lancé cinq bombes dans les champs aux environs de l'usine de Firminy. Il n'y a pas eu de victimes, et ont été notés comme dégâts, cinq fils télégraphiques coupés sur la ligne de chemin de fer de Dunkerque-Locale à Bray-Dunes.
En mars 1917, une agricultrice de Leffrinckoucke eut maille à partir avec quelques soldats belges pris d'alcool. Ils ont passé la nuit dans sa ferme malgré son désaccord et elle eut à subir des menaces comme celle de « la faire dormir dehors ».
En 1917-1918, Téteghem est le siège d'un autre commandement d'étapes. Leffrinckoucke fait partie de ce nouveau centre et a accueilli des troupes à ce titre.
Le 2 janvier 1918, le commandement d'étapes de Téteghem est transféré à Leffrinckoucke. Relèvent du commandement d'étapes et ont accueilli des troupes, les communes de Téteghem, Malo-les-Bains, Coudekerque-Village, Zuydcoote, Uxem, Rosendaël, Coudekerque-Branche, Ghyvelde, Bray-Dunes, Saint-Pol-sur-Mer, Cappelle-la-Grande, Spycker, Armbouts-Cappel, Mardyck, Petite-Synthe, Grande-Synthe. Il va cependant rapidement retourner à Tétéghem.

#### Seconde Guerre mondiale
Du 25 mai au 3 juin 1940, le rivage de Dunkerque, Leffrinckoucke, Zuydcoote et Bray-Dunes fut le théâtre de l'opération Dynamo qui permit de ramener en Grande-Bretagne 338 226 combattants (dont 123 095 Français) encerclés dans la poche de Dunkerque.
Du 4 juin 1940 au 9 mai 1945 (lendemain de l'armistice), l'armée allemande occupa la ville ainsi que toute l'agglomération.

#### Depuis 1945
Le fort de Leffrinckoucke faisait partie de la ceinture de sécurité des villes-frontières érigée après la guerre de 1870. Six cents soldats pouvaient loger dans une série de constructions en brique, accessibles par un pont-levis. Depuis cinq ans, des bénévoles de jeunesse et reconstruction s'y installent chaque été. Les douves doivent encore être débroussaillées, les escaliers extérieurs restaurés et les murs débarrassés des lichens.

## Politique et administration

### Rattachements administratifs et électoraux
Leffrinckoucke faisait partie du canton de Dunkerque-Est, formé d'une partie de Dunkerque et des communes de Bray-Dunes, Leffrinckoucke, Téteghem, Uxem et Zuydcoote, qui regroupait 38 569 habitants jusqu'en 2014. Dorénavant, la commune fait partie du canton de Dunkerque-2, regroupant une fraction de Dunkerque et les communes de Bray-Dunes, Ghyvelde, Leffrinckoucke et Zuydcoote, comptant 51 322 habitants.
Leffrinckoucke fait également partie de la communauté urbaine Dunkerque Grand Littoral (anciennement Communauté urbaine de Dunkerque) dont le Président est Patrice Vergriete, maire de Dunkerque

## Population et société

### Démographie

#### Évolution démographique
L'évolution du nombre d'habitants est connue à travers les recensements de la population effectués dans la commune depuis 1793. Pour les communes de moins de 10 000 habitants, une enquête de recensement portant sur toute la population est réalisée tous les cinq ans, les populations de référence des années intermédiaires étant quant à elles estimées par interpolation ou extrapolation. Pour la commune, le premier recensement exhaustif entrant dans le cadre du nouveau dispositif a été réalisé en 2007.

En 2022, la commune comptait 4 101 habitants, en évolution de −4,12 % par rapport à 2016 (Nord : +0,51 %, France hors Mayotte : +2,11 %).
| 1793 | 1800 | 1806 | 1821 | 1831 | 1836 | 1841 | 1846 | 1851 |
| ---- | ---- | ---- | ---- | ---- | ---- | ---- | ---- | ---- |
| 283  | 247  | 269  | 269  | 285  | 293  | 279  | 281  | 286  |

| 1856 | 1861 | 1866 | 1872 | 1876 | 1881 | 1886 | 1891 | 1896 |
| ---- | ---- | ---- | ---- | ---- | ---- | ---- | ---- | ---- |
| 286  | 294  | 290  | 303  | 296  | 334  | 355  | 354  | 373  |

| 1901 | 1906 | 1911 | 1921  | 1926  | 1931  | 1936  | 1946  | 1954  |
| ---- | ---- | ---- | ----- | ----- | ----- | ----- | ----- | ----- |
| 382  | 463  | 460  | 1 436 | 1 435 | 1 755 | 1 409 | 1 221 | 1 823 |

| 1962  | 1968  | 1975  | 1982  | 1990  | 1999  | 2006  | 2007  | 2012  |
| ----- | ----- | ----- | ----- | ----- | ----- | ----- | ----- | ----- |
| 2 509 | 3 192 | 5 307 | 5 244 | 4 641 | 4 949 | 4 571 | 4 517 | 4 411 |

| 2017  | 2022  | - | - | - | - | - | - | - |
| ----- | ----- | - | - | - | - | - | - | - |
| 4 262 | 4 101 | - | - | - | - | - | - | - |

#### Pyramide des âges
La population de la commune est relativement âgée.
En 2018, le taux de personnes d'un âge inférieur à 30 ans s'élève à 28,1 %, soit en dessous de la moyenne départementale (39,5 %). À l'inverse, le taux de personnes d'âge supérieur à 60 ans est de 32,5 % la même année, alors qu'il est de 22,5 % au niveau départemental.
En 2018, la commune comptait 2 065 hommes pour 2 190 femmes, soit un taux de 51,47 % de femmes, légèrement inférieur au taux départemental (51,77 %).
Les pyramides des âges de la commune et du département s'établissent comme suit.
| Hommes | Classe d’âge | Femmes |
| ------ | ------------ | ------ |
| 0,2    | 90 ou +      | 0,4    |
| 7,3    | 75-89 ans    | 10,8   |
| 22,4   | 60-74 ans    | 23,8   |
| 24,9   | 45-59 ans    | 24,8   |
| 14,0   | 30-44 ans    | 14,9   |
| 16,5   | 15-29 ans    | 13,4   |
| 14,7   | 0-14 ans     | 11,9   |

| Hommes | Classe d’âge | Femmes |
| ------ | ------------ | ------ |
| 0,5    | 90 ou +      | 1,4    |
| 5,3    | 75-89 ans    | 8,1    |
| 14,8   | 60-74 ans    | 16,2   |
| 19,1   | 45-59 ans    | 18,4   |
| 19,5   | 30-44 ans    | 18,7   |
| 20,7   | 15-29 ans    | 19,1   |
| 20,2   | 0-14 ans     | 18     |

## Économie
L'essor de la commune date du début du siècle, tout d'abord par la création d'une plage coquette et riante (avant-guerre), un peu à l'écart du bruit de la ville pour les vrais amoureux de la mer, avec des services de transports rapides, ce qui n'a pas empêché l'industrie d'y prendre une part importante par la suite.
En 1911, l'Usine de Dunes de Leffrinckoucke est construite par les Aciéries et forges de Firminy, qui fusionnent en 1954 avec les forges de la Marine pour créer la Compagnie des ateliers et forges de la Loire (CAFL).
Dans les années 1960, l'Usine de Dunes de Leffrinckoucke emploie 2 200 personnes et assure à elle seule 20 % environ du chiffre d'affaires de la Compagnie des ateliers et forges de la Loire (CAFL).
Le développement de l'aciérie, tout comme celle toute proche de Usinor Dunkerque à partir de 1963, a fait passer la population de la commune de 463 habitants en 1960 à 3 000 en 1965, avec une zone de peuplement dotée en 1962 de toutes les caractéristiques des communes mono-industrielles : population jeune (46,4 % de moins de 20 ans), mais peu de services et commerces: aucun boucher, une boulangerie, une alimentation générale pour 418 personnes, aucun médecin, aucun cinéma.
Appartenant ensuite au groupe Ascometal, filiale en 1999 du groupe Lucchini acheté en 2005 par le groupe russe Severstal, cette usine emploie en 2008 près de 1 000 employés. En 2018, le groupe suisse Schmolz et Bickenbach AG a repris l'usine.
Un marché se tient chaque vendredi matin sur la commune.

## Sports
Le ministère des sports a décompté 38 équipements sportifs sur le territoire de la commune en 2013.
- Chaque année, au mois de novembre, se déroule le Cross de l'Acier, où se côtoient amateurs et internationaux de la course à pied.
- Leffrinckoucke est aussi un spot réputé pour la pratique du kitesurf et du speed sail.
- Michel Hidalgo sélectionneur de l'équipe de France de football de 1976 à 1984 est né à Leffrinckoucke le 22 mars 1933. C'est aussi le cas de Christian Synaeghel, milieu de terrain des verts de Saint-Étienne, finaliste de la Coupe d'Europe en 1976.
- Le stade municipal Georges Dacosse est mis par la ville à la disposition de l'US Football de Leffrinckoucke
- Saison 2008-2009, exploit « historique » : après 26 ans d'attente, une équipe de l'US Football de Leffrinckoucke a réussi à atteindre la Ligue Nord/Pas-De-Calais; il s'agit de l'équipe 15 ans Excellence 2008-2009.

Un circuit de randonnée pédestre de 6 km, le « Circuit de la dune Dewulf » sur Leffrinckoucke-Ghyvelde permet de découvrir ce patrimoine.

## Culture

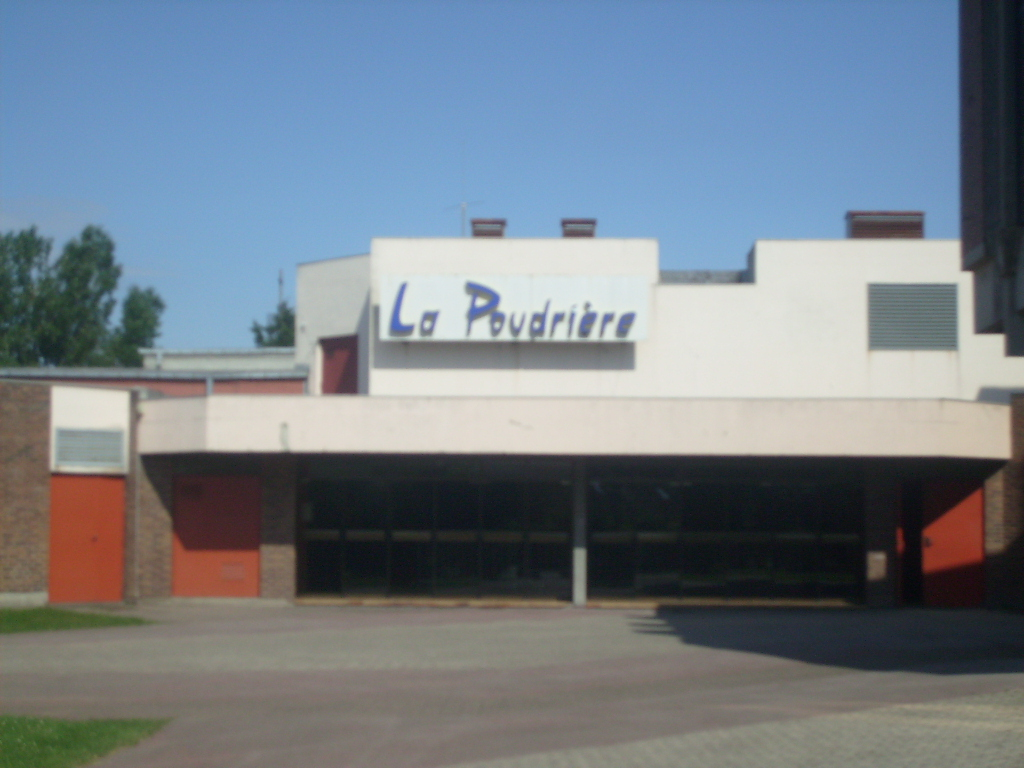
La Poudrière

L'office de tourisme de Leffrinckoucke renseigne les visiteurs sur les richesses culturelles et patrimoniales de la ville. 
- La salle de la poudrière accueille de janvier à mars plusieurs bals du carnaval de Dunkerque. Cette salle est également réputée pour avoir accueilli en concert des groupes de rock mythiques comme Ten Years After, Canned Heat, UFO, Blue Öyster Cult...
- École de musique
- Harmonie batterie municipale

## Patrimoine

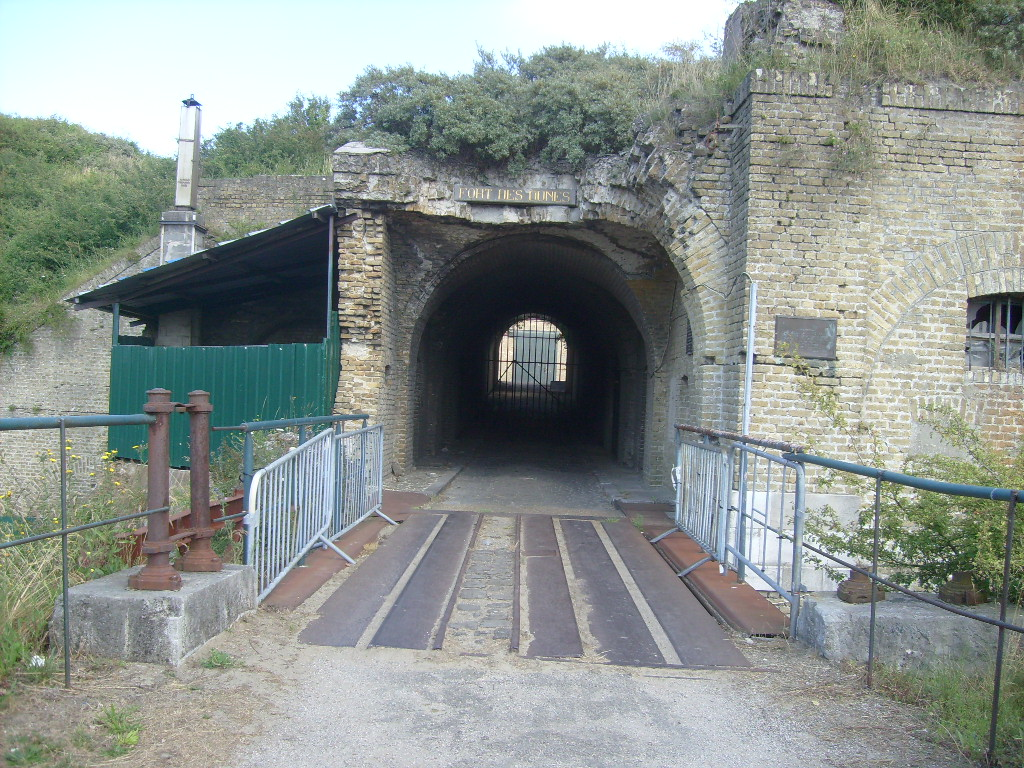
Le Fort des Dunes.

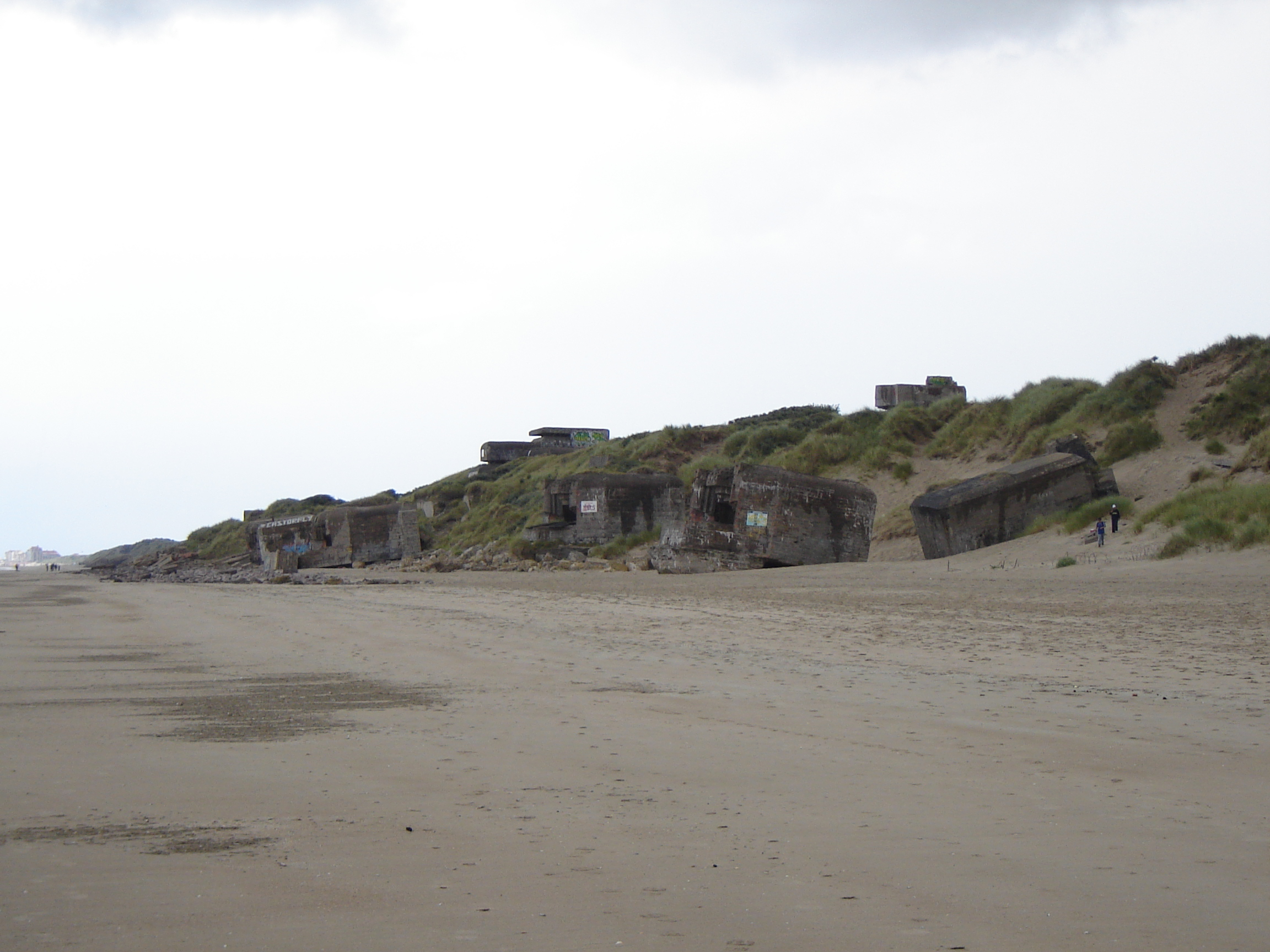
Batterie sur la plage, démontrant le recul du trait de côte.

- Le Fort des Dunes : en 1874, le général Séré de Rivières qui dirigeait les services du génie était maître d'œuvre de la construction de réseau de fortifications. Un seul fort terrestre de type « Séré de Rivières » fut construit sur le littoral : « le Fort des Dunes » qui devait devenir l'une des pièces maîtresses de la stratégie de défense du territoire et de l'agglomération dunkerquoise.
 On choisit le goulet de Bray-Dunes formé du cordon dunaire et de polders primitifs, possédant un canal, deux routes et une voie ferrée venant de la frontière belge, pour édifier le fort.
 Le secteur dunaire permettait d'incorporer au paysage un ouvrage fortifié. De fait, le Mont de sable à la sortie de Leffrinckoucke abrite un fort de douze hectares, réalisé avec plus de 40 000 000 briques faites sur place.
- La batterie de Zuydcoote, ouvrage militaire construit en 1879 sur la dune bordière à proximité du Fort des Dunes, chargé de protéger la passe maritime dite de Zuydcoote. Pendant la Seconde Guerre mondiale, l'occupant allemand renforce la position et l'intègre dans le mur de l'Atlantique. Un circuit pédestre de 2,5 km permet de la découvrir[60].
- 150 hectares des dunes de Flandres qui constituent un patrimoine naturel exceptionnel, classé Réserve naturelle de la Dune Marchand dont la gestion est confiée au conservatoire du littoral.
- La plage de Leffrinckoucke, longue de trois kilomètres.
- La nécropole nationale du Fort des Dunes.

## Personnalités liées à la commune
- Michel Hidalgo (1933-2020), footballeur international puis entraîneur français, sélectionneur de l'équipe de France championne d'Europe en 1984, y est né.
- Christian Synaeghel (1951-), footballeur et international français, y est né.
- Lodewijk Allaert (1980-), écrivain français, y a grandi.

## Héraldique
| armes de Leffrinckoucke | Les armes se blasonnaient des années 1930 à 1989 : L'usine d'argent à un ciel d'azur et d'or au lion léopardé de sable armé et lampassé de gueules à la bande de gueules brochant sur le tout de dextre à senestre. |

| armes de Leffrinckoucke | Les armes se blasonnaient des origines aux années 1930 : Echiqueté d'argent et d'azur. |

## Leffrinckoucke dans la littérature et au cinéma
- Les scènes finales du film Rosalie Blum (2015) du cinéaste Julien Rappeneau ont été tournées à Leffrinckoucke[61].
- Dunkirk de Christopher Nolan a été tourné en partie sur les plages de Leffrinckoucke.

## Jumelages
Węgorzewo (Pologne) depuis le 1er juin 1992 (voir site web de la commune de Węgorzewo)

## Pour approfondir